# یعقوب بن اسحاق اسرائیلی
یعقوب بن اسحاق اسرائیلی (درگذشته ۱۲۰۸ میلادی) پزشک یهودی مصری در قرن ۱۲ میلادی بود.

## کارها
وی رساله خطاهایی از پزشکان در دمشق را در بارهٔ رفتار نامناسب پزشکان هنگام بازدید از دمشق نوشت.
طبق نوشتهٔ ابن ابی‌اصیبعه وی کتاب‌های زیر را به نگارش درآورده است:
- مقالة فی قوانین طبیة
- النزه فی حل ما وقع من إدراک البصر فی المرایا الشبه
- مزاج دمشق ووضعها وتفاوتها من مصر وأیهما أصح وأعدل
- مسائل طبیه